# Turinsk
Turinsk (ryska Туринск) är en stad vid Turafloden i Sverdlovsk oblast i Ryssland. Folkmängden uppgår till cirka 17 000 invånare.

## Historia
Staden grundades 1600 som en ostrog (остро́г), vilket är en rysk term för en liten fästning, oftast i trä. På platsen hade den ryske erövraren Jermak Timofejevitj 1581 grundat staden Jepantjin.